# Fritz Gretzschel
Fritz Gretzschel (* 28. November 1906 in Berlin; † 14. September 1979 ebenda) war ein deutscher Boxmanager.

## Leben
Gretzschel war beruflich zunächst als Lieferant tätig, bei einem Unternehmen, das Farbe und Lacke vertrieb, arbeitete er sich vom Arbeiter zum Generalverwalter hoch.
Er war unter anderem Manager von Gustav „Bubi“ Scholz, Eckhard Dagge, Leo Kakolewicz, Hartmut Sasse, Bernd August und Wolfgang Gans. 1962 war er der Veranstalter des ersten Boxweltmeisterschaftskampfes auf deutschem Boden. Neben seiner Tätigkeit im Boxen unterstützte er Tennis Borussia Berlin als Geldgeber und wurde zum Ehrenvorsitzenden des Vereins ernannt. 1952 war ein von Gretzschel veranstalteter Kampfabend die erste in Deutschland stattfindende Boxveranstaltung, die nach dem Zweiten Weltkrieg im Fernsehen übertragen wurde. Bis November 1978 war Gretzschel Vorsitzender des deutschen Profiboxverbands VdF, danach Ehrenpräsident. Im Ende der 1970er Jahre tobenden Streit zwischen den Konkurrenz-Profiboxverbänden in Deutschland, VdF und BDB, wurde Gretzschel als „Mann des Ausgleichs“ bezeichnet.
Am 14. September 1979 starb Gretzschel in einem Berliner Krankenhaus, nachdem er seinen vierten Schlaganfall erlitten hatte. Anlässlich seines Todes bezeichnete ihn das Hamburger Abendblatt als einen der „führenden Manager und Promoter im Profi-Boxsport“. Gretzschel selbst beschrieb seine Vorgehensweise als Veranstalter von Boxkämpfen im Jahr 1973 wie folgt: „Guter Sport für mäßige Preise ist meine Devise.“